# Ahmed Musa
Ahmed Musa (Jos, 14 ottobre 1992) è un calciatore nigeriano, attaccante o ala del Kano Pillars.
Nel 2012 è stato inserito nella lista dei migliori calciatori nati dopo il 1990 stilata da Don Balón.
Detiene il record di presenze con la Nigeria, essendo sceso in campo in 111 occasioni.

## Biografia
Ahmed Musa è nato da una famiglia multireligiosa, con sua madre Sarah Musa (nata Moses) che è cristiana e proviene dallo stato di Edo nel sud della Nigeria.
Nell'aprile del 2017, Musa è stato coinvolto in una disputa con la sua ex moglie Jamila, che ha portato alla chiamata della polizia a casa sua. Poco dopo, la coppia si è separata a causa di "differenze inconciliabili". Il 23 maggio, Musa ha sposato Juliet Ejue ad Abuja.
Nell'ottobre del 2017, Musa ha acquistato una seconda stazione di servizio in Nigeria.
Il 24 gennaio 2019, Musa ha confermato la notizia della morte di sua madre Sarah Musa sulla sua pagina Twitter. Era già stata malata in precedenza.

## Caratteristiche tecniche
Ala destra, può giocare anche a sinistra o come prima punta. Dotato di grande velocità, è in possesso di un tiro preciso e si sacrifica anche in fase difensiva.

## Carriera

### Club

#### Gli inizi
Nel 2005 entra a far parte dell'Aminchi Football Academy e, nonostante a causa del suo peso vicino all'anoressia venisse spesso deriso dai compagni, viene subito notato come una promessa. Nel 2008 a 16 anni debutta nello JUTH F.C. nella massima serie nigeriana. Dopo 18 presenze e 4 gol, nel 2010 passa al Kano Pillars sempre in prestito, dove in una stagione segna 18 gol (record per il campionato nigeriano) in 33 partite. Viene così inserito dall'IFFHS nella lista dei 140 giocatori migliori al mondo insieme ai "fratelli africani" Samuel Eto'o, Didier Drogba, Mikel John Obi, Marouane Chamakh.

#### VVV-Venlo
Nell'estate del 2010 viene acquistato dal VVV-Venlo, squadra del massimo campionato olandese, dove approda però solamente nell'ottobre seguente al compimento dei suoi 18 anni. Il 30 ottobre fa il suo debutto ufficiale contro il Groningen. Segna poi 5 gol in 23 partite di campionato. L'8 marzo 2011 a Port Harcourt gli viene conferito il premio come Miglior giocatore nigeriano dell'anno. Il 21 agosto, di ritorno dal buon Mondiale Under-20 disputato in Colombia, segna subito una doppietta all'Ajax, risultando poi anche il Man of the match. La settimana successiva si ripete segnando l'unico gol della sua squadra in Twente-VVV-Venlo 4-1. In totale con il VVV-Venlo ha disputato 37 partite di campionato segnando 8 gol.

#### CSKA Mosca
Il 7 gennaio 2012 viene acquistato dai russi del CSKA Mosca per 5 milioni di euro firmando un contratto valido fino al 30 giugno 2016. Il 1º giugno 2015 deciderà dii rinnovare il proprio contratto con la società russa fino al  termine della stagione 2018-2019. Conclude la stagione 2015-2016 come quinto miglior marcatore, diventando uno dei sette giocatori di età inferiore o pari a 23 anni a raggiungere la doppia cifra di reti in ciascuna delle ultime due stagioni nei sette principali campionati europei. Nel corso delle quattro stazioni e mezzo con la maglia della squadra moscovita scende in campo in 125 occasioni in campionato, mettendo a segno 42 gol.

#### Leicester City
L'8 luglio 2016 viene acquistato dal Leicester City per 19 milioni di euro. Mette a segno le sue prime reti in un'amichevole pre-campionato contro il Barcellona, persa poi per 4-2. Il 13 agosto 2016 fa il proprio debutto ufficiale in Premier League in una gara contro l'Hull City. Mette a segno la sua prima rete con le Foxes due mesi dopo in un incontro contro il Crystal Palace.
La stagione successiva, eccetto una sola presenza in Coppa di Lega, non scenderà più in campo per gare di Premier League, venendo così inserito nella lista dei partenti per il mercato invernale.

#### Ritorno al CSKA, Al-Nassr e seconda esperienza al Kano Pillars
Dopo non avere trovato molto spazio in Inghilterra il 30 gennaio 2018 torna al CSKA Mosca. Torna a giocare in campionato con il club il 3 marzo 2018, disputando da titolare la gara contro l'Ural. Il mese successivo torna al gol in una gara esterna contro l'Ufa. Il 15 giugno 2018 viene annunciato sul sito ufficiale del club russo che il nigeriano sarebbe ritornato in Inghilterra dato il mancato rinnovo del prestito.
Il 3 agosto 2018 viene acquistato dall'Al-Nassr. Il 30 agosto seguente debutta in campionato in una gara contro l'Ohod mentre, il 19 settembre seguente, metterà a segno una tripletta ai danni dell'Al-Qadsiah. Termina la sua prima annata totalizzando 24 presenze e mettendo a segno 7 reti in campionato. Durante l'annata successiva il giocatore avrà un calo notevole di prestazioni, arrivando a mettere a segno solamente due reti in 25 presenze totali. Nell'ottobre 2020 il giocatore annuncia la rescissione contrattuale con la società saudita.
Il 13 aprile 2021 ritorna al Kano Pillars sottoscrivendo un contratto annuale. Il 16 maggio dello stesso anno debutta in campionato in una gara contro l'Adamawa United. In tre mesi totalizzerà solamente otto presenze in campionato, senza mai andare a segno.

#### Approdo in Turchia
Il 23 luglio 2021 viene ufficializzato il suo acquisto da parte del Fatih Karagümrük, militante in Süper Lig. Il 14 agosto seguente debutta ufficialmente con il club rossonero in una gara contro il Gaziantep, dove tra l'altro metterà anche a segno la sua prima rete. Il 1º dicembre mette a segno la sua prima rete in Türkiye Kupası, in una gara casalinga contro il Sariyer (2-0).
Il 2 settembre 2022, dopo essersi svincolato dal Karagümrük, approda a parametro zero al Sivasspor. Esattamente nove giorni dopo debutta in campionato, durante un incontro pareggiato per 1-1 contro l'İstanbulspor. Durante la sua prima annata, il suo minutaggio sarà strettamente limitato da svariati problemi fisici, riuscendo a totalizzare solamente 17 presenze. Il 7 dicembre 2023 trova la sua prima rete con il club in un incontro di Coppa di Turchia vinto in casa per 2-1 contro l'Arnavutköy Belediyespor. Dopo aver messo assieme 73 minuti in due presenze in campionato, il 28 febbraio 2024 decide di rescindere il contratto.

### Nazionale
Nell'aprile del 2010 viene convocato da Lars Lagerbäck, C.T. della nazionale maggiore nigeriana, in preparazione degli imminenti mondiali sudafricani. Debutta e segna il suo primo gol (non ufficiale) nella partita vinta per 4-0 contro il Benin nella WAFU Nations Cup, ma non fa parte dei convocati per il mondiale a causa di un infortunio alla caviglia. Il debutto ufficiale avviene il 5 settembre dove sostituisce Mikel John Obi al 75º nella partita valida per le qualificazioni alla Coppa delle nazioni africane contro il Madagascar.
Nel marzo 2011 segna il suo primo gol ufficiale in amichevole contro il Kenya. Ad aprile riesce a liberarsi dal VVV-Venlo con non poca fatica per disputare la Coppa delle Nazioni Africane Under-20 da disputare in Sudafrica con l'Under-20. La Nigeria vincerà poi il torneo il 1º maggio per 3-2 contro i pari età del Camerun. Ad agosto disputa un buonissimo Mondiale Under-20 in Colombia disputando 5 partite, fornendo 3 assist e segnando 3 gol contro Guatemala, Croazia e Arabia Saudita. La Nigeria uscirà ai quarti di finale contro la Francia per 3-2 dopo i tempi supplementari. Si fa così notare molto ed è in lizza per la vittoria del Pallone d'oro del mondiale di categoria assegnato dalla FIFA.
Partecipa al mondiale 2014 in Brasile, conclusosi agli ottavi di finale contro la Francia, segnando una doppietta contro l'Argentina. Convocato anche per i mondiali 2018 in Russia, nella seconda partita della fase a gironi sigla una doppietta contro l'Islanda, diventando il calciatore nigeriano con più gol segnati nei mondiali, ossia quattro.

## Statistiche

### Presenze e reti nei club
Statistiche aggiornate al 7 gennaio 2017.
| Stagione          | Squadra           | Campionato        | Campionato | Campionato | Coppe nazionali | Coppe nazionali | Coppe nazionali | Coppe continentali | Coppe continentali | Coppe continentali | Altre coppe | Altre coppe | Altre coppe | Totale | Totale |
| Stagione          | Squadra           | Comp              | Pres       | Reti       | Comp            | Pres            | Reti            | Comp               | Pres               | Reti               | Comp        | Pres        | Reti        | Pres   | Reti   |
| ----------------- | ----------------- | ----------------- | ---------- | ---------- | --------------- | --------------- | --------------- | ------------------ | ------------------ | ------------------ | ----------- | ----------- | ----------- | ------ | ------ |
| 2010-2011         | VVV-Venlo         | ED                | 23+4       | 5+2        | CO              | 0               | 0               | -                  | -                  | -                  | -           | -           | -           | 27     | 7      |
| 2011-gen. 2012    | VVV-Venlo         | ED                | 14         | 3          | CO              | 1               | 0               | -                  | -                  | -                  | -           | -           | -           | 15     | 3      |
| Totale VVV-Venlo  | Totale VVV-Venlo  | Totale VVV-Venlo  | 37+4       | 10         |                 | 1               | 0               |                    | -                  | -                  |             | -           | -           | 42     | 10     |
| gen.-giu. 2012    | CSKA Mosca        | PL                | 11         | 1          | KR              | -               | -               | UCL                | 2                  | 0                  | SR          | -           | -           | 13     | 1      |
| 2012-2013         | CSKA Mosca        | PL                | 28         | 11         | KR              | 5               | 4               | UEL                | 2                  | 0                  | -           | -           | -           | 35     | 15     |
| 2013-2014         | CSKA Mosca        | PL                | 26         | 7          | KR              | 4               | 1               | UCL                | 6                  | 1                  | SR          | 1           | 0           | 37     | 9      |
| 2014-2015         | CSKA Mosca        | PL                | 30         | 10         | KR              | 2               | 0               | UCL                | 6                  | 1                  | SR          | 1           | 0           | 39     | 11     |
| 2015-2016         | CSKA Mosca        | PL                | 30         | 13         | KR              | 1               | 0               | UCL                | 10                 | 4                  | -           | -           | -           | 41     | 17     |
| 2016-2017         | Leicester         | PL                | 21         | 2          | FACup+CdL       | 4+1             | 2+0             | UCL                | 5                  | 0                  | CS          | 1           | 0           | 31     | 4      |
| 2017-gen.2018     | Leicester         | PL                | 0          | 0          | FACup+CdL       | 0+1             | 0+1             | -                  | -                  | -                  | -           | -           | -           | 1      | 1      |
| Totale Leicester  | Totale Leicester  | Totale Leicester  | 21         | 2          |                 | 6               | 3               |                    | 5                  | 0                  |             | 1           | 0           | 33     | 5      |
| gen.-giu.2018     | CSKA Mosca        | PL                | 10         | 6          | KR              | 0               | 0               | UEL                | 6                  | 1                  | -           | -           | -           | 16     | 7      |
| Totale CSKA Mosca | Totale CSKA Mosca | Totale CSKA Mosca | 135        | 48         |                 | 12              | 5               |                    | 32                 | 7                  |             | 2           | 0           | 181    | 60     |
| 2018-2019         | Al-Nassr          | LSP               | 24         | 8          | -               | -               | -               | ACL                | 0                  | 0                  | -           | -           | -           | 24     | 8      |
| 2019-2020         | Al-Nassr          | LSP               | 24         | 2          | -               | -               | -               | ACL                | 0                  | 0                  | SS          | 1           | 0           | 25     | 2      |
| ott.2020          | Al-Nassr          | LSP               | 2          | 0          | -               | -               | -               | -                  | -                  | -                  | -           | -           | -           | 2      | 0      |
| Totale Al-Nassr   | Totale Al-Nassr   | Totale Al-Nassr   | 50         | 10         |                 | -               | -               |                    | 0                  | 0                  |             | 1           | 0           | 51     | 10     |
| mag.-lug.2021     | Kano Pillars      | PFL               | 8          | 0          | -               | -               | -               | -                  | -                  | -                  | -           | -           | -           | 8      | 0      |
| 2021-2022         | Fatih Karagümrük  | SL                | 31         | 2          | TK              | 3               | 2               | -                  | -                  | -                  | -           | -           | -           | 34     | 4      |
| set. 2022         | Fatih Karagümrük  | SL                | 3          | 0          | TK              | 0               | 0               | -                  | -                  | -                  | -           | -           | -           | 3      | 0      |
| Totale Karagumruk | Totale Karagumruk | Totale Karagumruk | 34         | 2          |                 | 3               | 2               |                    | -                  | -                  |             | -           | -           | 37     | 4      |
| 2022-2023         | Sivasspor         | SL                | 17         | 0          | TK              | 4               | 0               | UECL               | 3                  | 0                  | -           | -           | -           | 24     | 0      |
| Totale carriera   | Totale carriera   | Totale carriera   | 306        | 72         |                 | 27              | 10              |                    | 41                 | 7                  |             | 4           | 0           | 378    | 89     |

### Cronologia presenze e reti in nazionale
| Cronologia completa delle presenze e delle reti in nazionale ― Nigeria | Cronologia completa delle presenze e delle reti in nazionale ― Nigeria | Cronologia completa delle presenze e delle reti in nazionale ― Nigeria | Cronologia completa delle presenze e delle reti in nazionale ― Nigeria | Cronologia completa delle presenze e delle reti in nazionale ― Nigeria | Cronologia completa delle presenze e delle reti in nazionale ― Nigeria | Cronologia completa delle presenze e delle reti in nazionale ― Nigeria | Cronologia completa delle presenze e delle reti in nazionale ― Nigeria |
| Data                                                                   | Città                                                                  | In casa                                                                | Risultato                                                              | Ospiti                                                                 | Competizione                                                           | Reti                                                                   | Note                                                                   |
| ---------------------------------------------------------------------- | ---------------------------------------------------------------------- | ---------------------------------------------------------------------- | ---------------------------------------------------------------------- | ---------------------------------------------------------------------- | ---------------------------------------------------------------------- | ---------------------------------------------------------------------- | ---------------------------------------------------------------------- |
| 5-9-2010                                                               | Calabar                                                                | Nigeria                                                                | 2 – 0                                                                  | Madagascar                                                             | Qual. Coppa d'Africa 2012                                              | -                                                                      | 75’                                                                    |
| 10-10-2010                                                             | Conakry                                                                | Guinea                                                                 | 1 – 0                                                                  | Nigeria                                                                | Qual. Coppa d'Africa 2012                                              | -                                                                      | 66’                                                                    |
| 9-2-2011                                                               | Lagos                                                                  | Nigeria                                                                | 2 – 1                                                                  | Sierra Leone                                                           | Amichevole                                                             | -                                                                      |                                                                        |
| 27-3-2011                                                              | Abuja                                                                  | Nigeria                                                                | 4 – 0                                                                  | Etiopia                                                                | Qual. Coppa d'Africa 2012                                              | -                                                                      |                                                                        |
| 29-3-2011                                                              | Abuja                                                                  | Nigeria                                                                | 3 – 0                                                                  | Kenya                                                                  | Amichevole                                                             | 1                                                                      |                                                                        |
| 1-6-2011                                                               | Abuja                                                                  | Nigeria                                                                | 4 – 1                                                                  | Argentina                                                              | Amichevole                                                             | -                                                                      | 46’                                                                    |
| 5-6-2011                                                               | Addis Abeba                                                            | Etiopia                                                                | 2 – 2                                                                  | Nigeria                                                                | Qual. Coppa d'Africa 2012                                              | -                                                                      |                                                                        |
| 4-9-2011                                                               | Antananarivo                                                           | Madagascar                                                             | 0 – 2                                                                  | Nigeria                                                                | Qual. Coppa d'Africa 2012                                              | -                                                                      | 46’                                                                    |
| 6-9-2011                                                               | Dacca                                                                  | Argentina                                                              | 3 – 1                                                                  | Nigeria                                                                | Amichevole                                                             | -                                                                      | 46’                                                                    |
| 11-10-2011                                                             | Watford                                                                | Ghana                                                                  | 0 – 0                                                                  | Nigeria                                                                | Amichevole                                                             | -                                                                      | 60’                                                                    |
| 12-11-2011                                                             | Abuja                                                                  | Nigeria                                                                | 0 – 0                                                                  | Botswana                                                               | Amichevole                                                             | -                                                                      | 46’                                                                    |
| 15-11-2011                                                             | Kaduna                                                                 | Nigeria                                                                | 2 – 0                                                                  | Zambia                                                                 | Amichevole                                                             | -                                                                      |                                                                        |
| 29-2-2012                                                              | Kigali                                                                 | Ruanda                                                                 | 0 – 0                                                                  | Nigeria                                                                | Qual. Coppa d'Africa 2013                                              | -                                                                      | 66’                                                                    |
| 3-6-2012                                                               | Calabar                                                                | Nigeria                                                                | 1 – 0                                                                  | Namibia                                                                | Qual. Mondiali 2014                                                    | -                                                                      | 60’                                                                    |
| 9-6-2012                                                               | Blantyre                                                               | Malawi                                                                 | 1 – 1                                                                  | Nigeria                                                                | Qual. Mondiali 2014                                                    | -                                                                      | 83’                                                                    |
| 16-6-2012                                                              | Calabar                                                                | Nigeria                                                                | 2 – 0                                                                  | Ruanda                                                                 | Qual. Coppa d'Africa 2013                                              | 1                                                                      | 67’                                                                    |
| 8-9-2012                                                               | Monrovia                                                               | Liberia                                                                | 2 – 2                                                                  | Nigeria                                                                | Qual. Coppa d'Africa 2013                                              | -                                                                      | 75’                                                                    |
| 13-10-2012                                                             | Calabar                                                                | Nigeria                                                                | 6 – 1                                                                  | Liberia                                                                | Qual. Coppa d'Africa 2013                                              | 1                                                                      | 87’                                                                    |
| 9-1-2013                                                               | Faro                                                                   | Capo Verde                                                             | 0 – 0                                                                  | Nigeria                                                                | Amichevole                                                             | -                                                                      | 61’                                                                    |
| 21-1-2013                                                              | Nelspruit                                                              | Nigeria                                                                | 1 – 1                                                                  | Burkina Faso                                                           | Coppa d'Africa 2013 - 1º turno                                         | -                                                                      | 70’                                                                    |
| 25-1-2013                                                              | Nelspruit                                                              | Zambia                                                                 | 1 – 1                                                                  | Nigeria                                                                | Coppa d'Africa 2013 - 1º turno                                         | -                                                                      | 69’ 89’                                                                |
| 29-1-2013                                                              | Rustenburg                                                             | Etiopia                                                                | 0 – 2                                                                  | Nigeria                                                                | Coppa d'Africa 2013 - 1º turno                                         | -                                                                      | 65’                                                                    |
| 6-2-2013                                                               | Durban                                                                 | Mali                                                                   | 1 – 4                                                                  | Nigeria                                                                | Coppa d'Africa 2013 - Semifinale                                       | 1                                                                      | 53’                                                                    |
| 10-2-2013                                                              | Johannesburg                                                           | Nigeria                                                                | 1 – 0                                                                  | Burkina Faso                                                           | Coppa d'Africa 2013 - Finale                                           | -                                                                      | 54’                                                                    |
| 23-3-2013                                                              | Calabar                                                                | Nigeria                                                                | 1 – 1                                                                  | Kenya                                                                  | Qual. Mondiali 2014                                                    | -                                                                      | 61’                                                                    |
| 5-6-2013                                                               | Nairobi                                                                | Kenya                                                                  | 0 – 1                                                                  | Nigeria                                                                | Qual. Mondiali 2014                                                    | 1                                                                      |                                                                        |
| 12-6-2013                                                              | Windhoek                                                               | Namibia                                                                | 1 – 1                                                                  | Nigeria                                                                | Qual. Mondiali 2014                                                    | -                                                                      |                                                                        |
| 17-6-2013                                                              | Belo Horizonte                                                         | Tahiti                                                                 | 1 – 6                                                                  | Nigeria                                                                | Conf. Cup 2013 - 1º turno                                              | -                                                                      |                                                                        |
| 20-6-2013                                                              | Salvador                                                               | Nigeria                                                                | 1 – 2                                                                  | Uruguay                                                                | Conf. Cup 2013 - 1º turno                                              | -                                                                      |                                                                        |
| 23-6-2013                                                              | Fortaleza                                                              | Nigeria                                                                | 0 – 3                                                                  | Spagna                                                                 | Conf. Cup 2013 - 1º turno                                              | -                                                                      |                                                                        |
| 14-8-2013                                                              | Durban                                                                 | Sudafrica                                                              | 0 – 2                                                                  | Nigeria                                                                | Amichevole                                                             | -                                                                      | 46’                                                                    |
| 7-9-2013                                                               | Calabar                                                                | Nigeria                                                                | 2 – 0                                                                  | Malawi                                                                 | Qual. Mondiali 2014                                                    | -                                                                      |                                                                        |
| 13-10-2013                                                             | Addis Abeba                                                            | Etiopia                                                                | 1 – 2                                                                  | Nigeria                                                                | Qual. Mondiali 2014                                                    | -                                                                      |                                                                        |
| 16-11-2013                                                             | Calabar                                                                | Nigeria                                                                | 2 – 0                                                                  | Etiopia                                                                | Qual. Mondiali 2014                                                    | -                                                                      |                                                                        |
| 18-11-2013                                                             | Londra                                                                 | Italia                                                                 | 2 – 2                                                                  | Nigeria                                                                | Amichevole                                                             | -                                                                      | 65’                                                                    |
| 5-3-2014                                                               | Atlanta                                                                | Messico                                                                | 0 – 0                                                                  | Nigeria                                                                | Amichevole                                                             | -                                                                      | 60’                                                                    |
| 3-6-2014                                                               | Chester                                                                | Grecia                                                                 | 0 – 0                                                                  | Nigeria                                                                | Amichevole                                                             | -                                                                      | 46’                                                                    |
| 16-6-2014                                                              | Curitiba                                                               | Iran                                                                   | 0 – 0                                                                  | Nigeria                                                                | Mondiali 2014 - 1º turno                                               | -                                                                      |                                                                        |
| 21-6-2014                                                              | Cuiabá                                                                 | Nigeria                                                                | 1 – 0                                                                  | Bosnia ed Erzegovina                                                   | Mondiali 2014 - 1º turno                                               | -                                                                      | 65’                                                                    |
| 25-6-2014                                                              | Porto Alegre                                                           | Nigeria                                                                | 2 – 3                                                                  | Argentina                                                              | Mondiali 2014 - 1º turno                                               | 2                                                                      |                                                                        |
| 30-6-2014                                                              | Brasilia                                                               | Francia                                                                | 2 – 0                                                                  | Nigeria                                                                | Mondiali 2014 - Ottavi di finale                                       | -                                                                      |                                                                        |
| 6-9-2014                                                               | Calabar                                                                | Nigeria                                                                | 2 – 3                                                                  | Rep. del Congo                                                         | Qual. Coppa d'Africa 2015                                              | -                                                                      | 64’                                                                    |
| 10-9-2014                                                              | Città del Capo                                                         | Sudafrica                                                              | 0 – 0                                                                  | Nigeria                                                                | Qual. Coppa d'Africa 2015                                              | -                                                                      |                                                                        |
| 11-10-2014                                                             | Khartum                                                                | Sudan                                                                  | 1 – 0                                                                  | Nigeria                                                                | Qual. Coppa d'Africa 2015                                              | -                                                                      |                                                                        |
| 15-10-2014                                                             | Abuja                                                                  | Nigeria                                                                | 3 – 1                                                                  | Sudan                                                                  | Qual. Coppa d'Africa 2015                                              | 2                                                                      | 90+2’                                                                  |
| 15-11-2014                                                             | Pointe-Noire                                                           | Rep. del Congo                                                         | 0 – 2                                                                  | Nigeria                                                                | Qual. Coppa d'Africa 2015                                              | -                                                                      | 86’                                                                    |
| 19-11-2014                                                             | Uyo                                                                    | Nigeria                                                                | 2 – 2                                                                  | Sudafrica                                                              | Qual. Coppa d'Africa 2015                                              | -                                                                      |                                                                        |
| 25-3-2015                                                              | Uyo                                                                    | Nigeria                                                                | 0 – 1                                                                  | Uganda                                                                 | Amichevole                                                             | -                                                                      | 90’                                                                    |
| 29-3-2015                                                              | Nelspruit                                                              | Sudafrica                                                              | 1 – 1                                                                  | Nigeria                                                                | Amichevole                                                             | 1                                                                      |                                                                        |
| 13-6-2015                                                              | Kaduna                                                                 | Nigeria                                                                | 2 – 0                                                                  | Ciad                                                                   | Qual. Coppa d'Africa 2017                                              | -                                                                      |                                                                        |
| 5-9-2015                                                               | Dar es Salaam                                                          | Tanzania                                                               | 0 – 0                                                                  | Nigeria                                                                | Qual. Coppa d'Africa 2017                                              | -                                                                      |                                                                        |
| 8-9-2015                                                               | Port Harcourt                                                          | Nigeria                                                                | 2 – 0                                                                  | Niger                                                                  | Amichevole                                                             | 1                                                                      | 63’                                                                    |
| 8-10-2015                                                              | Visé                                                                   | Nigeria                                                                | 0 – 2                                                                  | RD del Congo                                                           | Amichevole                                                             | -                                                                      | cap. 57’                                                               |
| 11-10-2015                                                             | Bruxelles                                                              | Nigeria                                                                | 3 – 0                                                                  | Camerun                                                                | Amichevole                                                             | -                                                                      | cap. 21’ 79’                                                           |
| 13-11-2015                                                             | Lobamba                                                                | eSwatini                                                               | 0 – 0                                                                  | Nigeria                                                                | Qual. Mondiali 2018                                                    | -                                                                      | cap.                                                                   |
| 17-11-2015                                                             | Port Harcourt                                                          | Nigeria                                                                | 2 – 0                                                                  | eSwatini                                                               | Qual. Mondiali 2018                                                    | -                                                                      | cap. 75’                                                               |
| 25-3-2016                                                              | Kaduna                                                                 | Nigeria                                                                | 1 – 1                                                                  | Egitto                                                                 | Qual. Coppa d'Africa 2017                                              | -                                                                      | 73’                                                                    |
| 29-3-2016                                                              | Alessandria d'Egitto                                                   | Egitto                                                                 | 1 – 0                                                                  | Nigeria                                                                | Qual. Coppa d'Africa 2017                                              | -                                                                      |                                                                        |
| 3-9-2016                                                               | Uyo                                                                    | Nigeria                                                                | 1 – 0                                                                  | Tanzania                                                               | Qual. Coppa d'Africa 2017                                              | -                                                                      |                                                                        |
| 9-10-2016                                                              | Ndola                                                                  | Zambia                                                                 | 1 – 2                                                                  | Nigeria                                                                | Qual. Mondiali 2018                                                    | -                                                                      | 83’                                                                    |
| 12-11-2016                                                             | Uyo                                                                    | Nigeria                                                                | 3 – 1                                                                  | Algeria                                                                | Qual. Mondiali 2018                                                    | -                                                                      | 75’                                                                    |
| 23-3-2017                                                              | Londra                                                                 | Nigeria                                                                | 1 – 1                                                                  | Senegal                                                                | Amichevole                                                             | -                                                                      | 76’                                                                    |
| 1-6-2017                                                               | Saint-Leu-la-Forêt                                                     | Nigeria                                                                | 3 – 0                                                                  | Togo                                                                   | Amichevole                                                             | 2                                                                      | 46’                                                                    |
| 10-6-2017                                                              | Uyo                                                                    | Nigeria                                                                | 0 – 2                                                                  | Sudafrica                                                              | Qual. Coppa d'Africa 2019                                              | -                                                                      | 59’                                                                    |
| 1-9-2017                                                               | Uyo                                                                    | Nigeria                                                                | 4 – 0                                                                  | Camerun                                                                | Qual. Mondiali 2018                                                    | 1                                                                      | 83’                                                                    |
| 10-11-2017                                                             | Costantina                                                             | Algeria                                                                | 1 – 1                                                                  | Nigeria                                                                | Qual. Mondiali 2018                                                    | -                                                                      | 81’                                                                    |
| 14-11-2017                                                             | Krasnodar                                                              | Argentina                                                              | 2 – 4                                                                  | Nigeria                                                                | Amichevole                                                             | -                                                                      | 70’                                                                    |
| 23-3-2018                                                              | Breslavia                                                              | Polonia                                                                | 0 – 1                                                                  | Nigeria                                                                | Amichevole                                                             | -                                                                      | 59’                                                                    |
| 27-3-2018                                                              | Londra                                                                 | Nigeria                                                                | 0 – 2                                                                  | Serbia                                                                 | Amichevole                                                             | -                                                                      |                                                                        |
| 28-5-2018                                                              | Port Harcourt                                                          | Nigeria                                                                | 1 – 1                                                                  | RD del Congo                                                           | Amichevole                                                             | -                                                                      | 71’                                                                    |
| 2-6-2018                                                               | Londra                                                                 | Inghilterra                                                            | 2 – 1                                                                  | Nigeria                                                                | Amichevole                                                             | -                                                                      | 63’ 77’                                                                |
| 6-6-2018                                                               | Schwechat                                                              | Nigeria                                                                | 0 – 1                                                                  | Rep. Ceca                                                              | Amichevole                                                             | -                                                                      | 79’                                                                    |
| 16-6-2018                                                              | Kaliningrad                                                            | Croazia                                                                | 2 – 0                                                                  | Nigeria                                                                | Mondiali 2018 - 1º turno                                               | -                                                                      | 62’                                                                    |
| 22-6-2018                                                              | Volgograd                                                              | Nigeria                                                                | 2 – 0                                                                  | Islanda                                                                | Mondiali 2018 - 1º turno                                               | 2                                                                      |                                                                        |
| 26-6-2018                                                              | San Pietroburgo                                                        | Nigeria                                                                | 1 – 2                                                                  | Argentina                                                              | Mondiali 2018 - 1º turno                                               | -                                                                      | 90+2’                                                                  |
| 8-9-2018                                                               | Victoria                                                               | Seychelles                                                             | 0 – 3                                                                  | Nigeria                                                                | Qual. Coppa d'Africa 2019                                              | 1                                                                      | cap.                                                                   |
| 13-10-2018                                                             | Kaduna                                                                 | Nigeria                                                                | 4 – 0                                                                  | Libia                                                                  | Qual. Coppa d'Africa 2019                                              | -                                                                      | cap. 81’                                                               |
| 16-10-2018                                                             | Sfax                                                                   | Libia                                                                  | 2 – 3                                                                  | Nigeria                                                                | Qual. Coppa d'Africa 2019                                              | 1                                                                      | cap.                                                                   |
| 17-11-2018                                                             | Johannesburg                                                           | Sudafrica                                                              | 1 – 1                                                                  | Nigeria                                                                | Qual. Coppa d'Africa 2019                                              | -                                                                      | cap. 81’                                                               |
| 20-11-2018                                                             | Asaba                                                                  | Nigeria                                                                | 0 – 0                                                                  | Uganda                                                                 | Amichevole                                                             | -                                                                      | cap. 70’                                                               |
| 23-3-2019                                                              | Asaba                                                                  | Nigeria                                                                | 3 – 1                                                                  | Seychelles                                                             | Qual. Coppa d'Africa 2019                                              | -                                                                      | cap.                                                                   |
| 8-6-2019                                                               | Asaba                                                                  | Nigeria                                                                | 0 – 0                                                                  | Zimbabwe                                                               | Amichevole                                                             | -                                                                      | 46’ 64’                                                                |
| 22-6-2019                                                              | Alessandria d'Egitto                                                   | Nigeria                                                                | 1 – 0                                                                  | Burundi                                                                | Coppa d'Africa 2019 - 1º turno                                         | -                                                                      | 58’                                                                    |
| 26-6-2019                                                              | Alessandria d'Egitto                                                   | Nigeria                                                                | 1 – 0                                                                  | Guinea                                                                 | Coppa d'Africa 2019 - 1º turno                                         | -                                                                      | cap. 62’                                                               |
| 30-6-2019                                                              | Alessandria d'Egitto                                                   | Madagascar                                                             | 2 – 0                                                                  | Nigeria                                                                | Coppa d'Africa 2019 - 1º turno                                         | -                                                                      |                                                                        |
| 6-7-2019                                                               | Alessandria d'Egitto                                                   | Nigeria                                                                | 3 – 2                                                                  | Camerun                                                                | Coppa d'Africa 2019 - Ottavi di finale                                 | -                                                                      | cap.                                                                   |
| 10-7-2019                                                              | Il Cairo                                                               | Nigeria                                                                | 2 – 1                                                                  | Sudafrica                                                              | Coppa d'Africa 2019 - Quarti di finale                                 | -                                                                      | cap. 35’ 81’                                                           |
| 14-7-2019                                                              | Il Cairo                                                               | Algeria                                                                | 2 – 1                                                                  | Nigeria                                                                | Coppa d'Africa 2019 - Semifinale                                       | -                                                                      | cap.                                                                   |
| 17-7-2019                                                              | Il Cairo                                                               | Tunisia                                                                | 0 – 1                                                                  | Nigeria                                                                | Coppa d'Africa 2019 - Finale 3º posto                                  | -                                                                      | cap. 75’                                                               |
| 13-11-2019                                                             | Uyo                                                                    | Nigeria                                                                | 2 – 1                                                                  | Benin                                                                  | Qual. Coppa d'Africa 2021                                              | -                                                                      | 85’                                                                    |
| 17-11-2019                                                             | Maseru                                                                 | Lesotho                                                                | 2 – 4                                                                  | Nigeria                                                                | Qual. Coppa d'Africa 2021                                              | -                                                                      | 66’                                                                    |
| 9-10-2020                                                              | Klagenfurt                                                             | Nigeria                                                                | 0 – 1                                                                  | Algeria                                                                | Amichevole                                                             | -                                                                      | 75’                                                                    |
| 13-10-2020                                                             | Abuja                                                                  | Nigeria                                                                | 1 – 1                                                                  | Tunisia                                                                | Amichevole                                                             | -                                                                      | 72’                                                                    |
| 13-11-2020                                                             | Benin City                                                             | Nigeria                                                                | 4 – 4                                                                  | Sierra Leone                                                           | Qual. Coppa d'Africa 2021                                              | -                                                                      | cap. 62’                                                               |
| 17-11-2020                                                             | Freetown                                                               | Sierra Leone                                                           | 0 – 0                                                                  | Nigeria                                                                | Qual. Coppa d'Africa 2021                                              | -                                                                      | cap. 72’                                                               |
| 30-3-2021                                                              | Abeokuta                                                               | Nigeria                                                                | 3 – 0                                                                  | Lesotho                                                                | Qual. Coppa d'Africa 2021                                              | -                                                                      | 85’                                                                    |
| 3-6-2021                                                               | Wiener Neustadt                                                        | Nigeria                                                                | 0 – 1                                                                  | Camerun                                                                | Amichevole                                                             | -                                                                      | 67’                                                                    |
| 8-6-2021                                                               | Wiener Neustadt                                                        | Camerun                                                                | 0 – 0                                                                  | Nigeria                                                                | Amichevole                                                             | -                                                                      | cap. 76’                                                               |
| 3-9-2021                                                               | Lagos                                                                  | Nigeria                                                                | 2 – 0                                                                  | Liberia                                                                | Qual. Mondiali 2022                                                    | -                                                                      | 85’                                                                    |
| 7-9-2021                                                               | Mindelo                                                                | Capo Verde                                                             | 1 – 2                                                                  | Nigeria                                                                | Qual. Mondiali 2022                                                    | -                                                                      | cap. 73’                                                               |
| 7-10-2021                                                              | Lagos                                                                  | Nigeria                                                                | 0 – 1                                                                  | Rep. Centrafricana                                                     | Qual. Mondiali 2022                                                    | -                                                                      | 79’                                                                    |
| 10-10-2021                                                             | Bangui                                                                 | Rep. Centrafricana                                                     | 0 – 2                                                                  | Nigeria                                                                | Qual. Mondiali 2022                                                    | -                                                                      | cap. 67’                                                               |
| 13-11-2021                                                             | Monrovia                                                               | Liberia                                                                | 0 – 2                                                                  | Nigeria                                                                | Qual. Mondiali 2022                                                    | 1                                                                      | 87’                                                                    |
| 15-1-2022                                                              | Garoua                                                                 | Nigeria                                                                | 3 – 1                                                                  | Sudan                                                                  | Coppa d'Africa 2021 - 1º turno                                         | -                                                                      | 65’                                                                    |
| 23-1-2022                                                              | Garoua                                                                 | Nigeria                                                                | 0 – 1                                                                  | Tunisia                                                                | Coppa d'Africa 2021 - Ottavi di finale                                 | -                                                                      | 88’                                                                    |
| 29-3-2022                                                              | Abuja                                                                  | Nigeria                                                                | 1 – 1                                                                  | Ghana                                                                  | Qual. Mondiali 2022                                                    | -                                                                      | 78’                                                                    |
| 13-6-2022                                                              | Agadir                                                                 | São Tomé e Príncipe                                                    | 0 – 10                                                                 | Nigeria                                                                | Qual. Coppa d'Africa 2023                                              | -                                                                      | 46’                                                                    |
| 24-3-2023                                                              | Abuja                                                                  | Nigeria                                                                | 0 – 1                                                                  | Guinea-Bissau                                                          | Qual. Coppa d'Africa 2023                                              | -                                                                      | 87’                                                                    |
| 27-3-2023                                                              | Bissau                                                                 | Guinea-Bissau                                                          | 0 – 1                                                                  | Nigeria                                                                | Qual. Coppa d'Africa 2023                                              | -                                                                      | 90+4’                                                                  |
| 8-1-2024                                                               | Abu Dhabi                                                              | Guinea                                                                 | 2 – 0                                                                  | Nigeria                                                                | Amichevole                                                             | -                                                                      | 83’                                                                    |
| 28-5-2025                                                              | Brentford                                                              | Ghana                                                                  | 1 – 2                                                                  | Nigeria                                                                | Amichevole                                                             | -                                                                      | 62’                                                                    |
| Totale                                                                 |                                                                        | Presenze (1º posto)                                                    | 111                                                                    |                                                                        | Reti (5º posto)                                                        | 18                                                                     |                                                                        |

## Palmarès

### Club

#### Competizioni nazionali
- Campionato russo: 3

CSKA Mosca: 2012-2013, 2013-2014, 2015-2016
- Coppa di Russia: 1

CSKA Mosca: 2012-2013
- Supercoppa di Russia: 2

CSKA Mosca: 2013, 2014
- Campionato saudita: 1

Al Nassr: 2018-2019
- Supercoppa saudita: 1

Al Nassr: 2019

### Nazionale
- Coppa d'Africa: 1

Nigeria: 2013

### Individuale
- Capocannoniere del campionato nigeriano: 1

2009-2010 (18 reti)